# ياجور (حيفا)

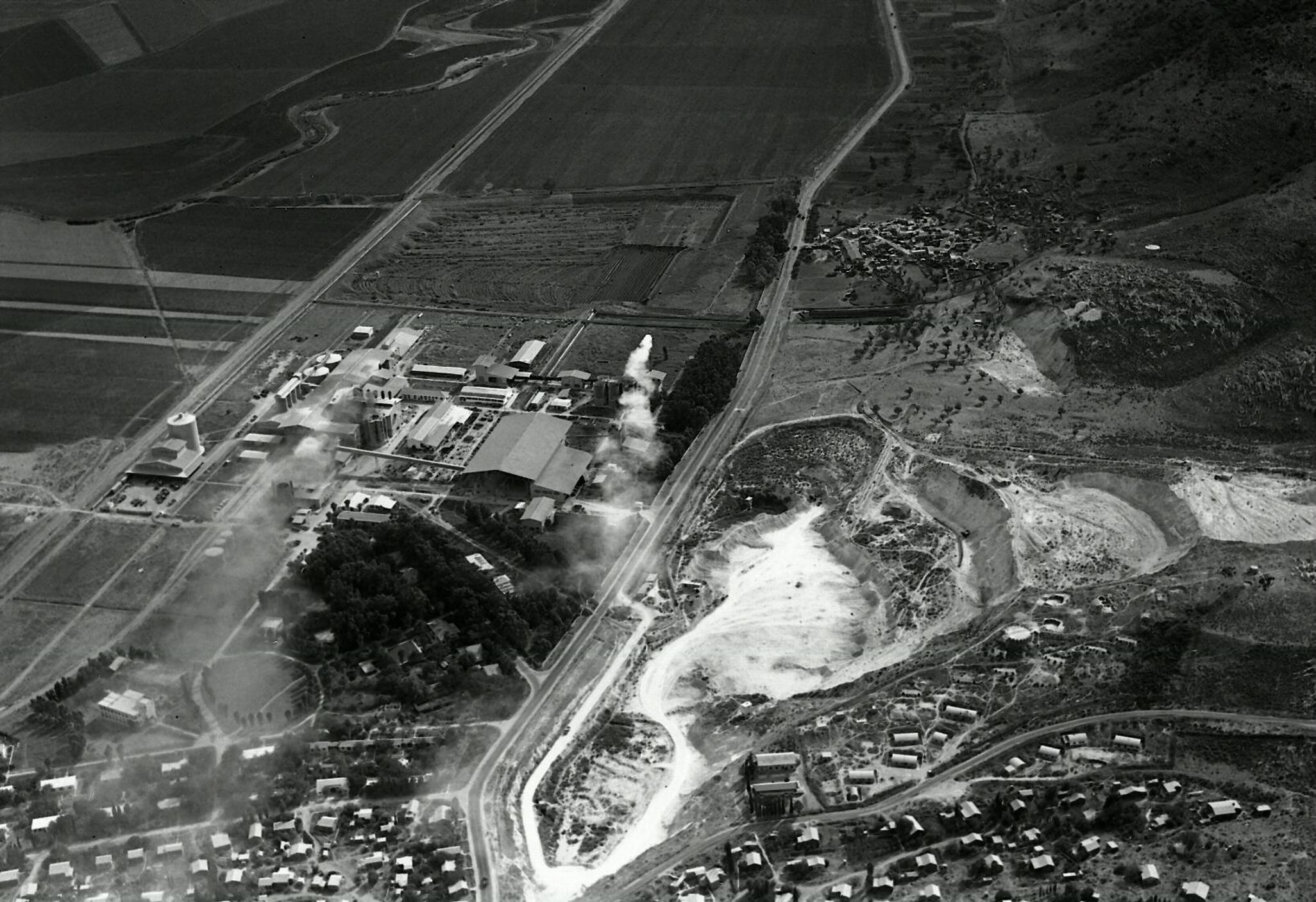
Picture from 1946. Nesher with Yajur

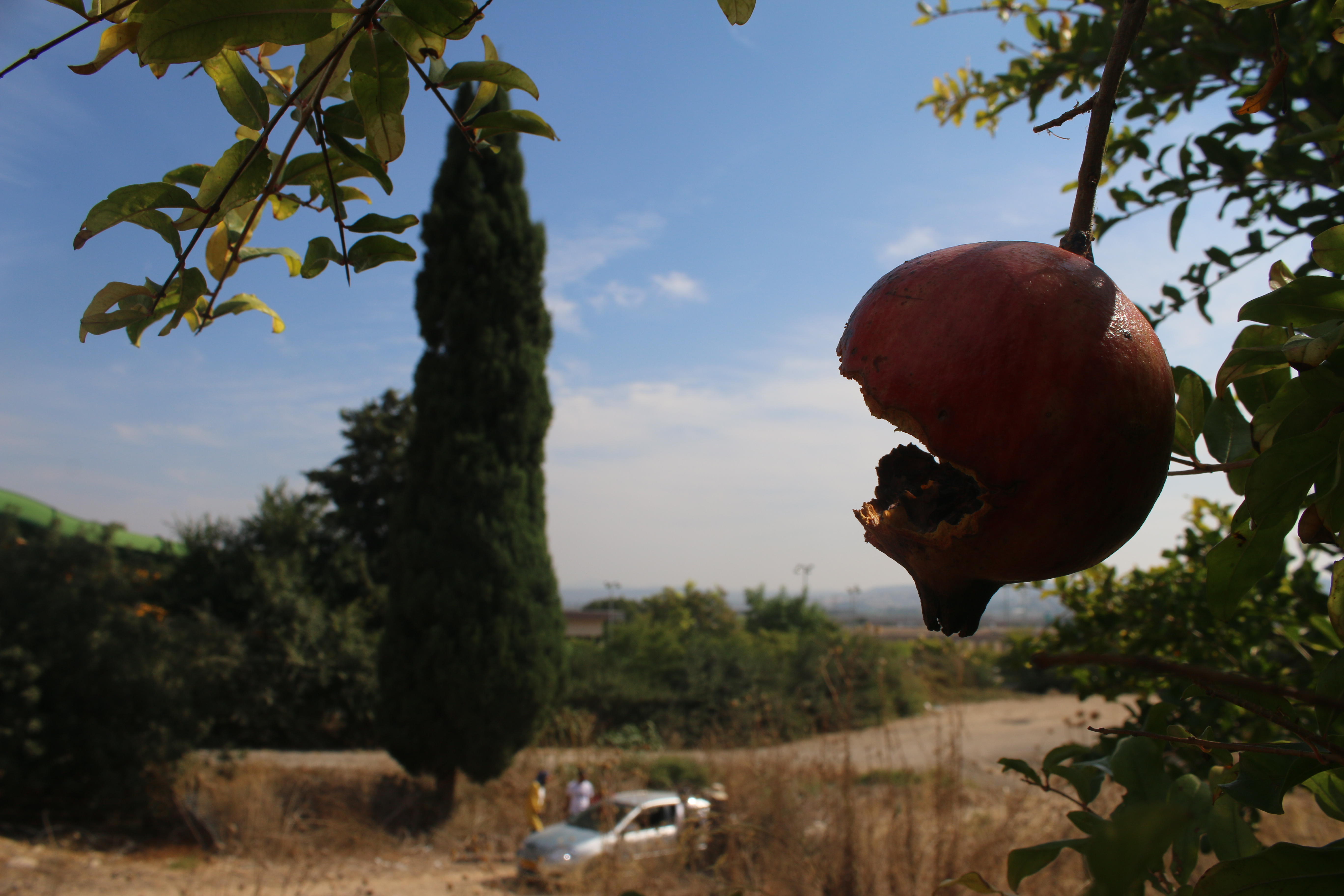
الياجور

الياجور بلدة فلسطينية على سفح جبل الكرمل تقع على بعد 9.5 كم إلى الجنوب الشرقي من مدينة حيفا. ترتفع عن سطح البحر 25م. بلغت مساحة أراضيها 2720 دونماً وقد كان عدد سكانها عام 1931 (1449) نسمة يتوزعون بين 580 عربياً و858 يهودياً و11 غيرهم، أما عام 1945 فقد بلغ عدد سكانها 610 نسمة كلهم من العرب. الياجور من ضمن القرى التي باعتها الحكومة العثمانية عام 1872 لعائلة سرسق وسليم الخوري «18 قيراطا للأول و4 قراريط للثاني» ولما باع آل سرسق وغيرهم أراضيهم في مرج بني عامر لليهود أيام الانتداب البريطاني أقام اليهود عام 1922 على أراضي الياجور مستعمرتهم التي حملت نفس الاسم العربي. ولم يبق لعرب الياجور بعد ذلك سوى القليل من الدونمات. غرس في 42 دونما منها الزيتون.
سكنها الشيخ عز الدين القسام لدى قدومه إلى فلسطين عام 1922 وفيها دفن بعد استشهاده في معركة يعبد في العشرين من تشرين الثاني لعام 1935م [بحاجة لمصدر]
ملكية أرض الياجور في 1945/1944 بالدونم:
| الملكية     | المساحة                              |
| ----------- | ------------------------------------ |
| عربية       | 344                                  |
| يهودية      | 486                                  |
| مشاع        | 1890                                 |
| مجموع       | 2720                                 |
| منها مزروعة | 804 - ما يعادل 30% من إجمالي المساحة |
| ومنها مبينة | 18                                   |

## القرية اليوم
دمرت في 25 نيسان سنة 1948 من قبل القوات الإسرائيلية وشرد أهلها إلى الشمال نحو لبنان. لم يبق من أثر للمنازل في الموقع، الذي بات موسوماً بكثير من أشجار التين وبعض أشجار الزيتون. وتحتل معامل الأسمنت جزءاً من الأراضي المحيطة، بينما تحتل مستعمرة ياغور أجزاء أُخرى من الأرض وتستخدمها للزراعة.

## المغتصبات الصهيونية على أراضي القرية
في سنة 1922، أنشأ الصهاينة مستعمرة ياغور على أراض كانت تابعة تقليدياً للقرية. كما أُسست مستعمرة نيشر، في سنة 1925، على أراض كانت تابعة فيما مضى لقرية بلد الشيخ التي تقع قرب القرية إلى جهة الشمال.

## من أبناء البلدة
الفنان التشكيلي إبراهيم خيته المعروف فنيا تحت اسم إبراهيم غنام. والأديب والباحث الفلكلوري نمر حجاب

## معرض صور

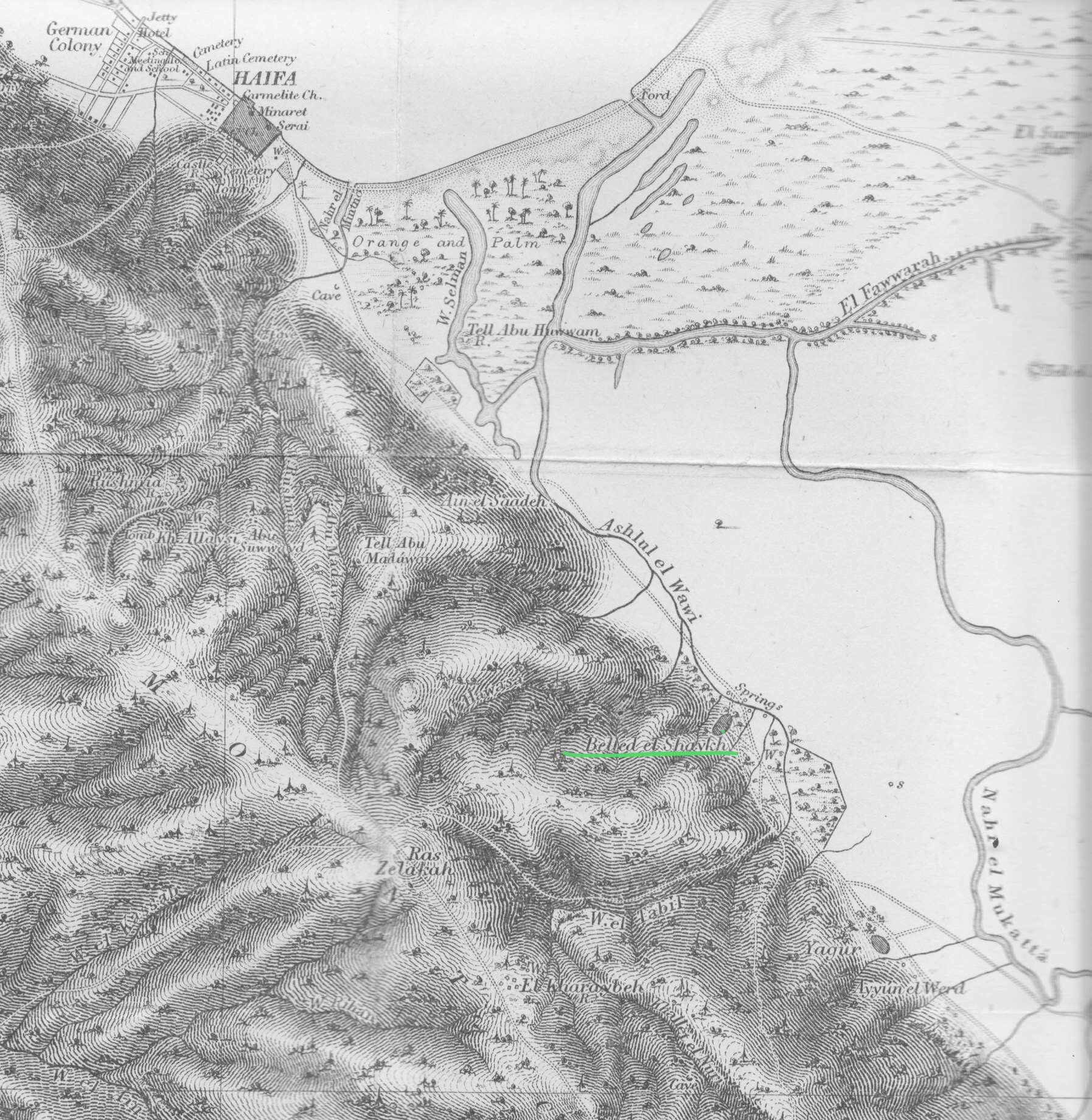
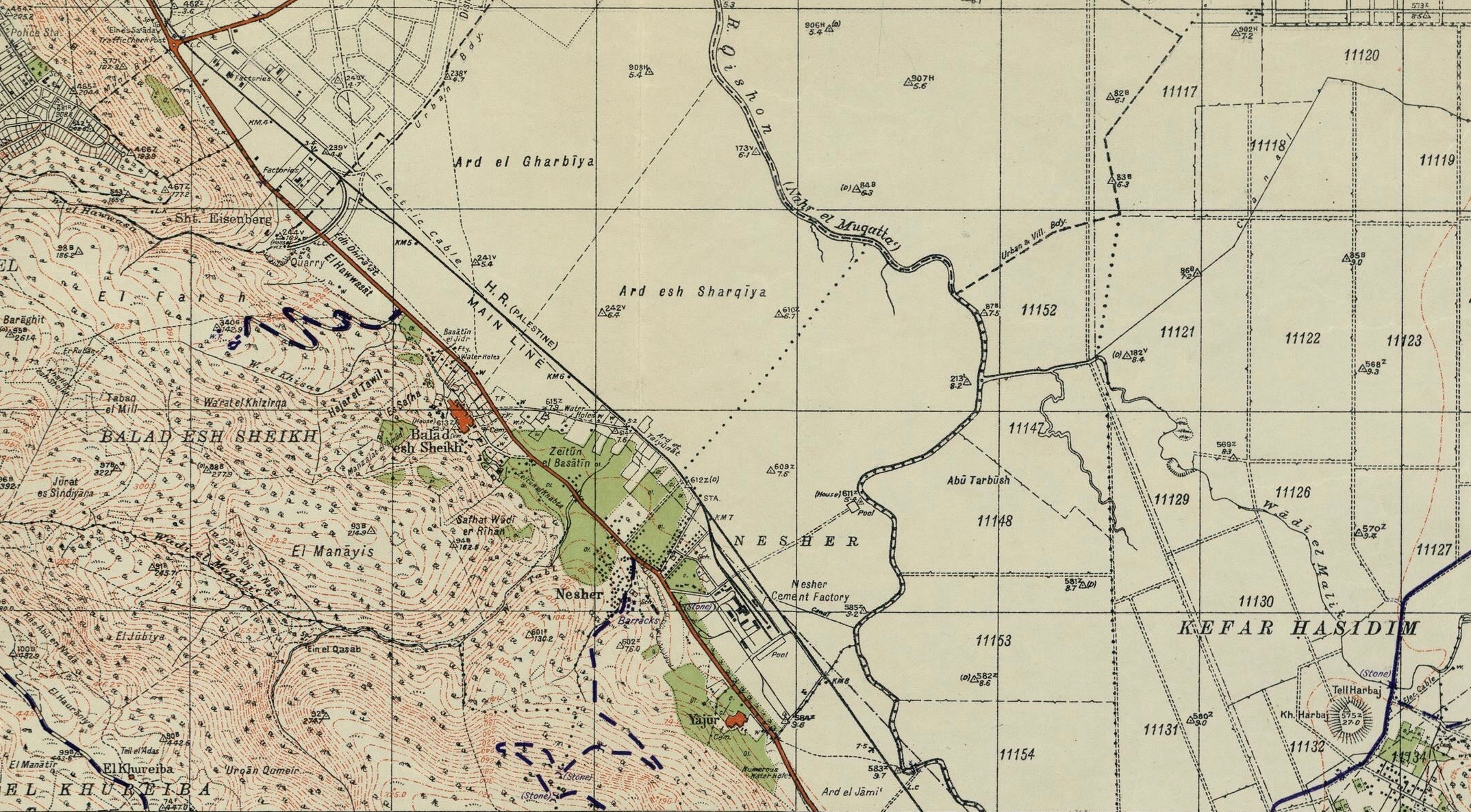
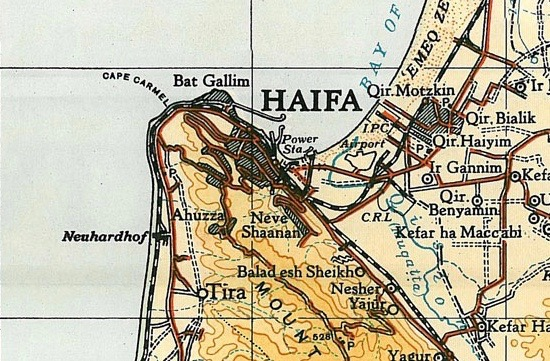

## وصلات خارجية
- مؤسسة فلسطين للثقافة
- فلسطين في الذاكرة
- المجموعة 194